# St. Peter und Paul (Tiefthal)

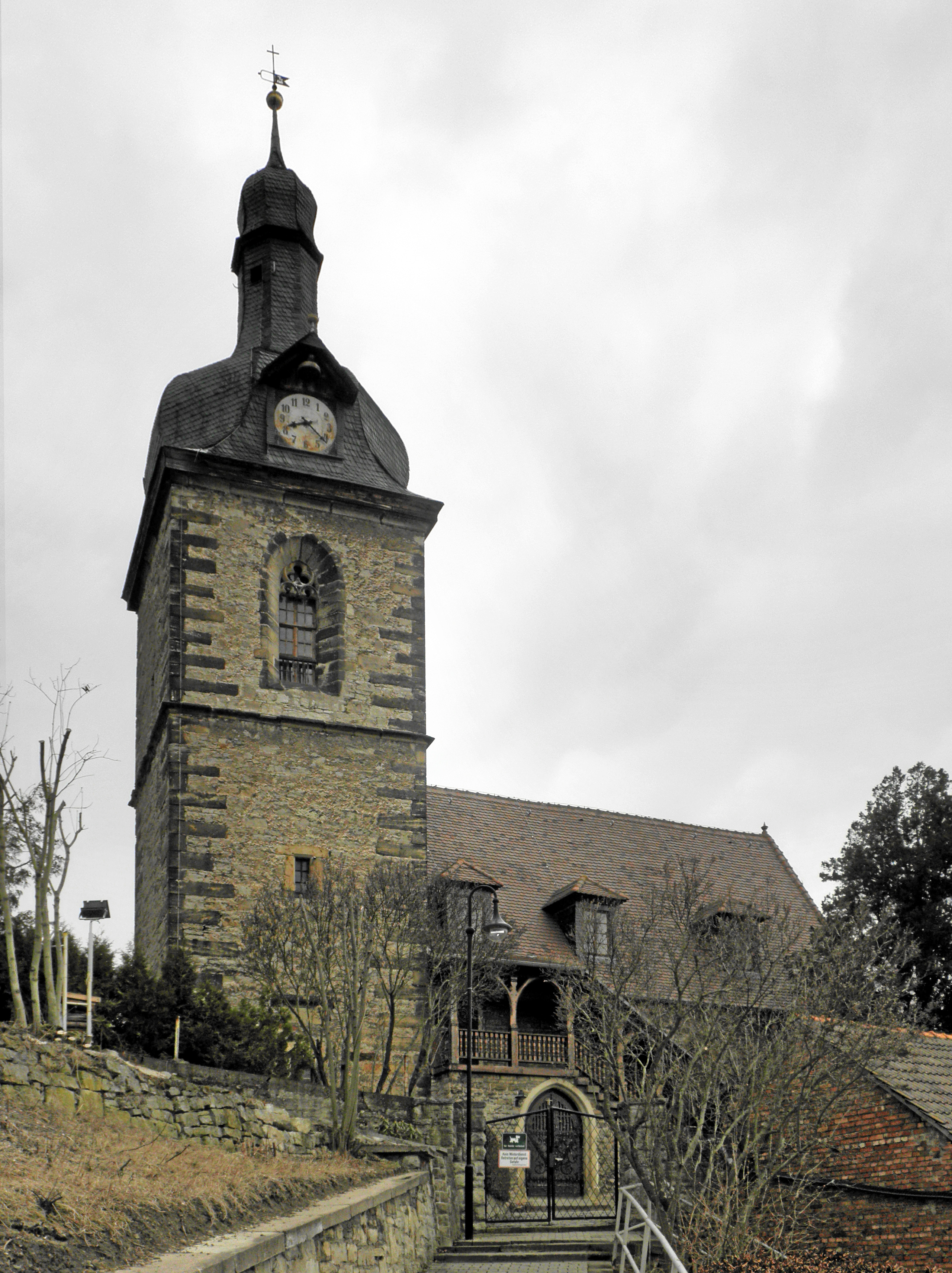
Tiefthal, St. Peter und Paul, 2010

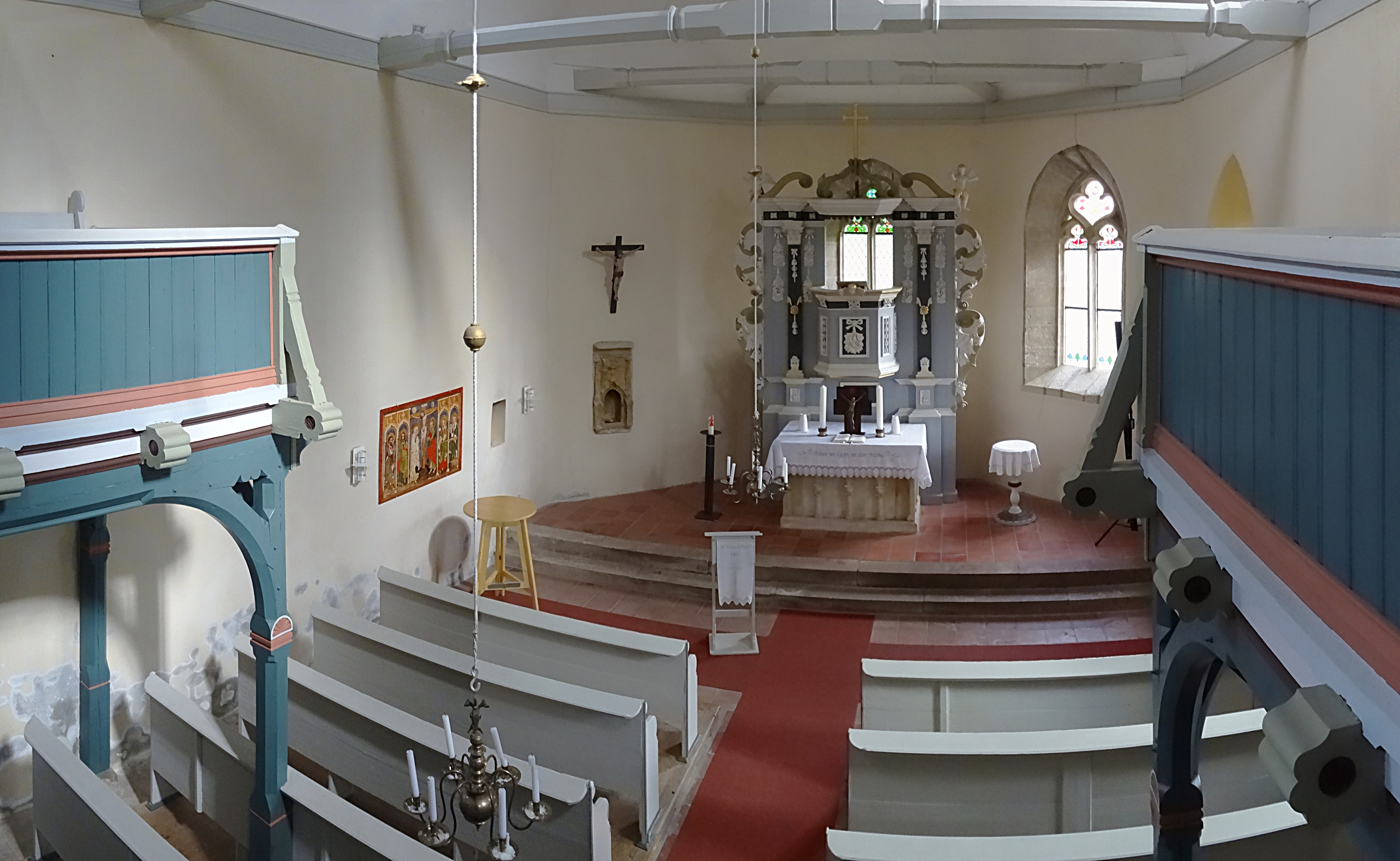
Innenraum

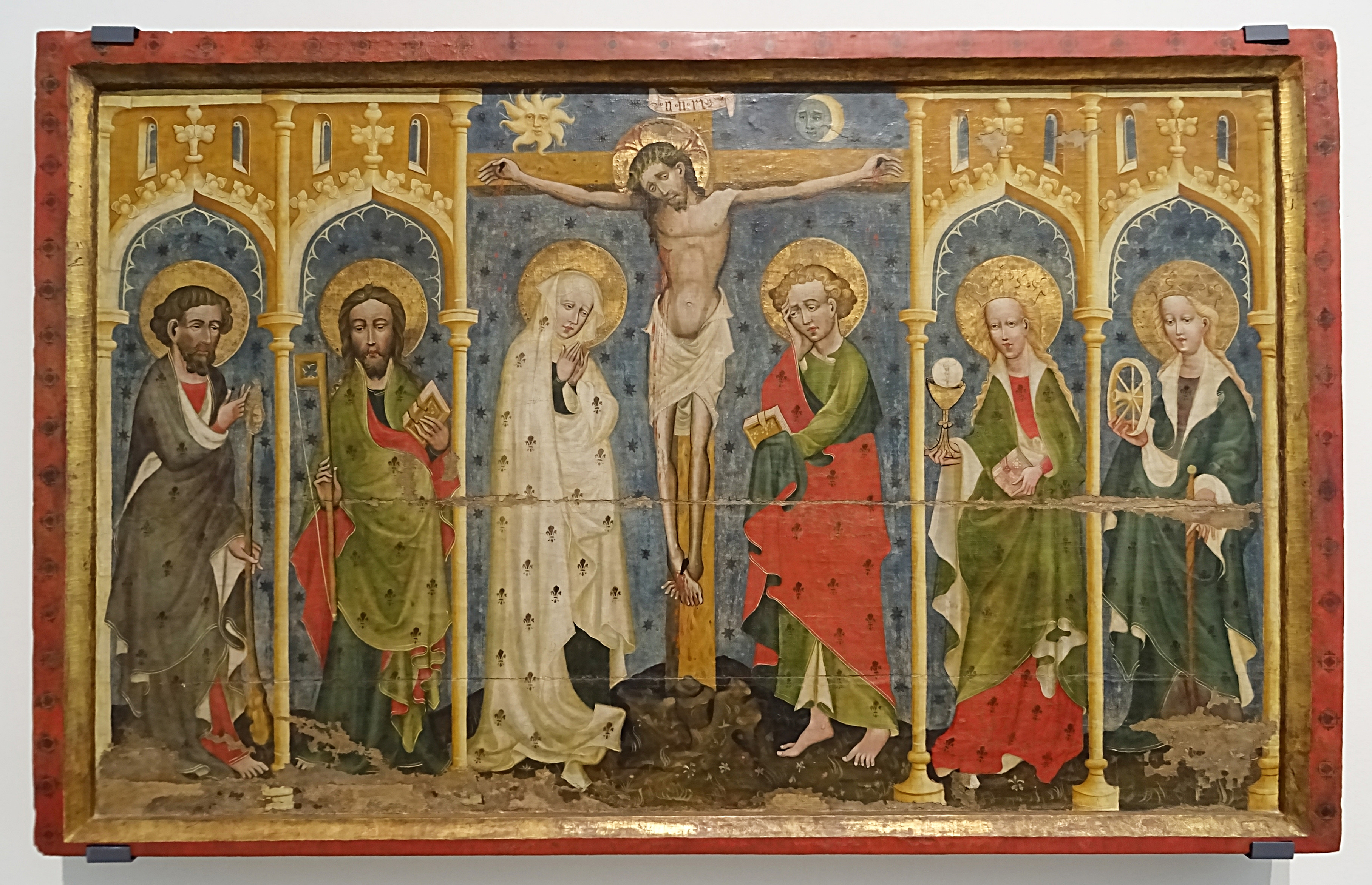
Altartafel von 1420

Die Kirche St. Peter und Paul ist die Hauptkirche des Erfurter Ortsteils Tiefthal. Sie gehört zum Evangelischen Kirchenkreis Erfurt. Das Gebäude steht unter Denkmalschutz.

## Geschichte
Die spätgotische Kirche ist weitgehend original erhalten. Sie wurde gemäß Bauinschrift 1469 bis 1510 als Filialkirche der Kirche von Kühnhausen durch die Baumeister Hans Nust (abweichende Lesung des Namens in der Bauinschrift: „Hans Mist“/„Hans Mese“ oder „Hans W(e)ise“) und Thomas Rose oberhalb des Dorfes inmitten eines Friedhofes anstelle eines Vorgängerbaus errichtet. Der dreigeschossige Turm wurde mit einer Eckverquaderung versehen. Im Erdgeschoss weist er eine kreuzgratgewölbte Halle auf. Das durch ein kräftiges Gesims abgesetzte zweite Obergeschoss hat große Spitzbogenfenster mit Maßwerk und beinhaltet eine Glockenstube. Die spitzbogigen Fenster des Saals haben ebenfalls gotisches Maßwerk. Das spitzbogige Hauptportal liegt an der Südseite, darüber befindet sich der separat durch eine überdachte Außentreppe erschlossene Emporenzugang. Im Inneren hat sich eine spitzbogige Sakramentsnische erhalten, die mit Krabben und Fialen gerahmt und mit einer Kreuzblume gekrönt ist.

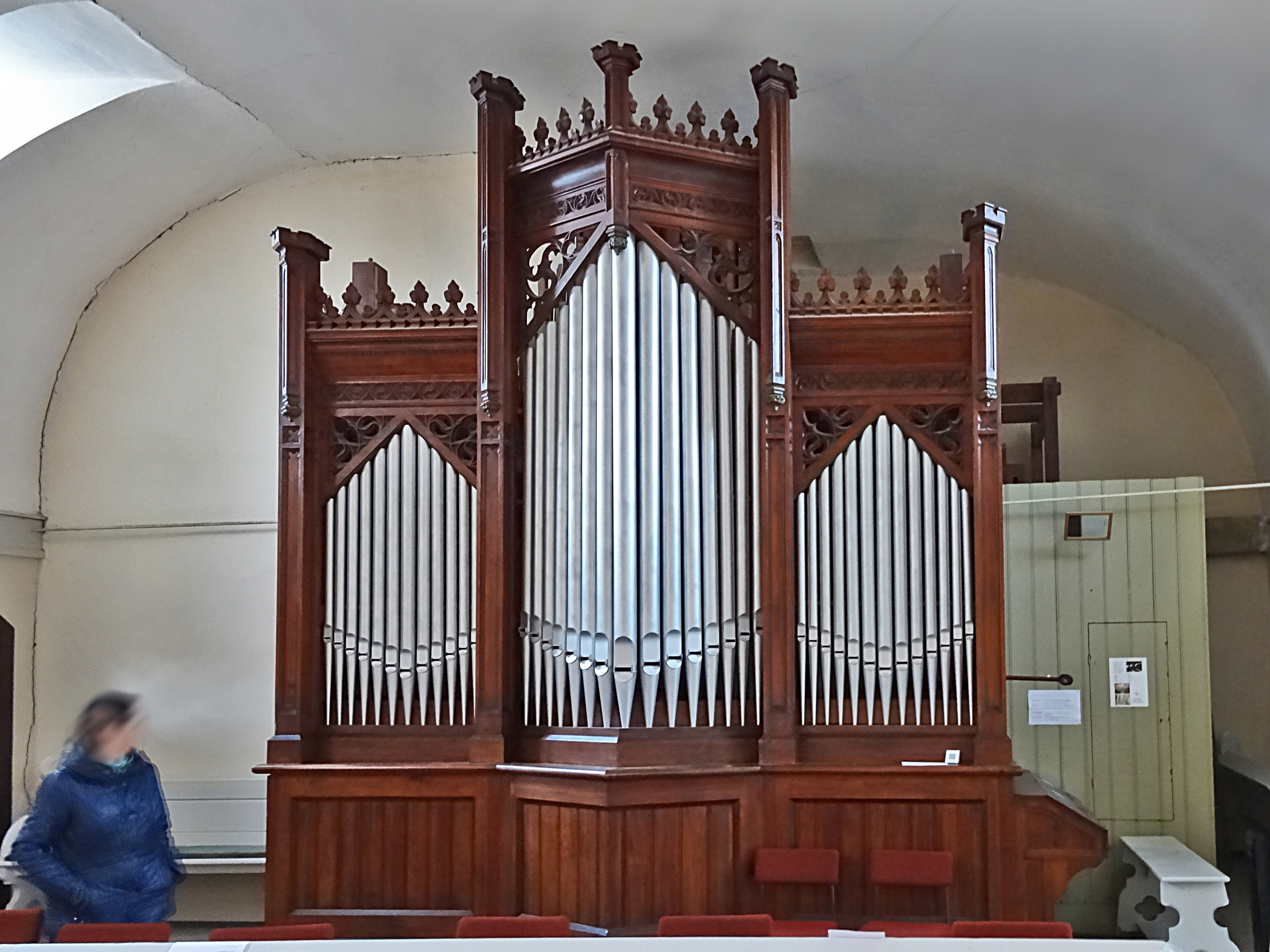
Ladegast-Orgel

1595 wurde der Turm mit einer italienischen Haube versehen. 1797 erfolgte ein erneuter Umbau, bei dem die bestehende Barockhaube des Turmes mit den Uhren errichtet wurde. 1898 erfolgte eine stilgerechte Restaurierung. Im gleichen Jahr wurde die heutige Orgel von Friedrich Ladegast in Weißenfels eingebaut. Die Kosten für das im neoklassizistischen Stil errichtete Instrument mit 14 Registern und Kegelladen – registriert unter Opus 216 als Spätwerk des Meisters – beliefen sich auf 4000 Mark. Im Herbst 2005 wurde die Orgel für fast 42.600 € wieder in den Originalzustand gebracht.
Mitte der 1980er Jahre erfolgte eine weitere Restaurierung. Dabei wurden Kanzeltreppe und Sakristei entfernt. Seit 2014 ist die Kirche Spielort des Projektes „Sommerkonzerte in Erfurter Dorfkirchen“ des Kammermusikvereins Erfurt. Das Konzert findet immer in Zusammenhang mit dem Kunstfest Tiefthal statt.

## Ausstattung
- Spätgotische Altarmensa im östlichen Teil
- Kruzifix von 1600
- Kanzelaltar von 1737 mit Gehängen von Trauben und Rosen, geschaffen von dem Bildhauer Andreas Bessert aus Groß-Rettbach
- Bemalter Mittelschrein des ehemaligen Flügelaltars von 1420 (Kopie, das Original befindet sich seit 1924 im Angermuseum)
- Abendmahlskelch mit Patene aus vergoldetem Silber aus der ersten Hälfte des 15. Jahrhunderts, gestiftet vom Ehepaar Hermann und Katharina Huttener
- Taufstein von 1618
- Zwei sechsarmige Bronzeleuchter aus dem 17. Jahrhundert mit originaler Aufhängung an Stricken mit Sternen und Kugeln